# Hagău, Mureș
Hagău este un sat în comuna Râciu din județul Mureș, Transilvania, România.